# Archisotoma
Archisotoma is een geslacht van springstaarten uit de familie van de Isotomidae. De wetenschappelijke naam van het geslacht werd voor het eerst geldig gepubliceerd in 1902 door Linnaniemi.

## Soorten
- Archisotoma arariboia Neves & Mendonça, 2014[1]
- Archisotoma besselsi (Packard, 1877)
- Archisotoma brucei (Carptenter, 1907)[2]
- Archisotoma catiae Abrantes & Mendonça, 2007[3]
- Archisotoma heraultensis  Christian & Thibaud, 1996
- Archisotoma interstitialis Delamare, 1953
- Archisotoma jariani De Lima, Zeppelini, De Mendonça, 2019[4]
- Archisotoma martae  Fjellberg & Jucevica, 2000[5]
- Archisotoma megalops Bagnall, 1939
- Archisotoma nigricans Bagnall, 1939
- Archisotoma poinsotae  da Gama, 1968
- Archisotoma polaris  Fjellberg & Poinsot, 1975[6]
- Archisotoma pulchella (Moniez, 1890)
- Archisotoma quadrioculata Fjellberg, 1988
- Archisotoma subbrucei Delamare, 1954
- Archisotoma theae Fjellberg, 1980[7]
- Archisotoma vareli Sterzynska & Ehrnsberger, 2000[8]